# René Angélil
René Angélil (Montreal, 16 de enero de 1942–Las Vegas, 14 de enero de 2016) fue un músico y cantante canadiense, conocido por ser esposo y mánager de la cantante Céline Dion.

## Biografía
Angélil nació en Montreal, Quebec, Canadá, de un padre de ascendencia siria y una madre de origen libanés. Su padre, Joseph Angélil, nació en Montreal de padres provenientes de Damasco, Siria, y su madre, Alice Sara, nació en Montreal de padres libaneses. Era el mayor de dos hijos; tenía un hermano, André (nacido en 1945). Ambos padres eran miembros de la Iglesia Greco-Católica Melquita. Angélil estudió en el Collège Saint-Viateur (secundaria) en Outremont y en el Collège André-Grasset (educación postsecundaria) en Montreal.[cita requerida]

## Carrera
Angélil comenzó su carrera en 1961 como cantante de pop en Montreal. Formó el grupo de pop rock Les Baronets junto a sus amigos de la infancia, Pierre Labelle y Jean Beaulne. Les Baronets lograron algunos éxitos durante la década de 1960, principalmente traducciones de éxitos en inglés del Reino Unido o Estados Unidos, como «C'est fou, mais c'est tout» en 1964 (una traducción de la canción de The Beatles «Hold Me Tight»). Después de la disolución del grupo en 1972, Angélil y su mejor amigo, Guy Cloutier, comenzaron a gestionar artistas.
Juntos, manejaron las carreras de dos exitosos artistas de Quebec, René Simard y Ginette Reno, entre muchas otras estrellas del pop de la época. Se separaron en 1981 para convertirse en mánagers independientes. En 1981 (poco después de ser despedido como mánager de Ginette y de considerar abandonar la industria musical para estudiar derecho), René escuchó la cinta demo de Céline Dion cuando se le consideraba como un posible productor para su álbum. Pronto se convirtió en su agente y continuó siendo su mánager hasta junio de 2014, cuando se retiró debido a su lucha contra el cáncer.
En 2012, Angélil se convirtió en uno de los copropietarios del icónico Schwartz's Deli de Montreal.

## Fallecimiento
René Angélil falleció en su casa en Las Vegas, Estados Unidos, el 14 de enero de 2016 a los 73 años. Había estado luchando contra un cáncer de garganta desde 1999. Fue cálidamente despedido por una gran cantidad de celebridades, amigos y familia en la Basílica Notre-Dame de Montreal 

## Vida personal

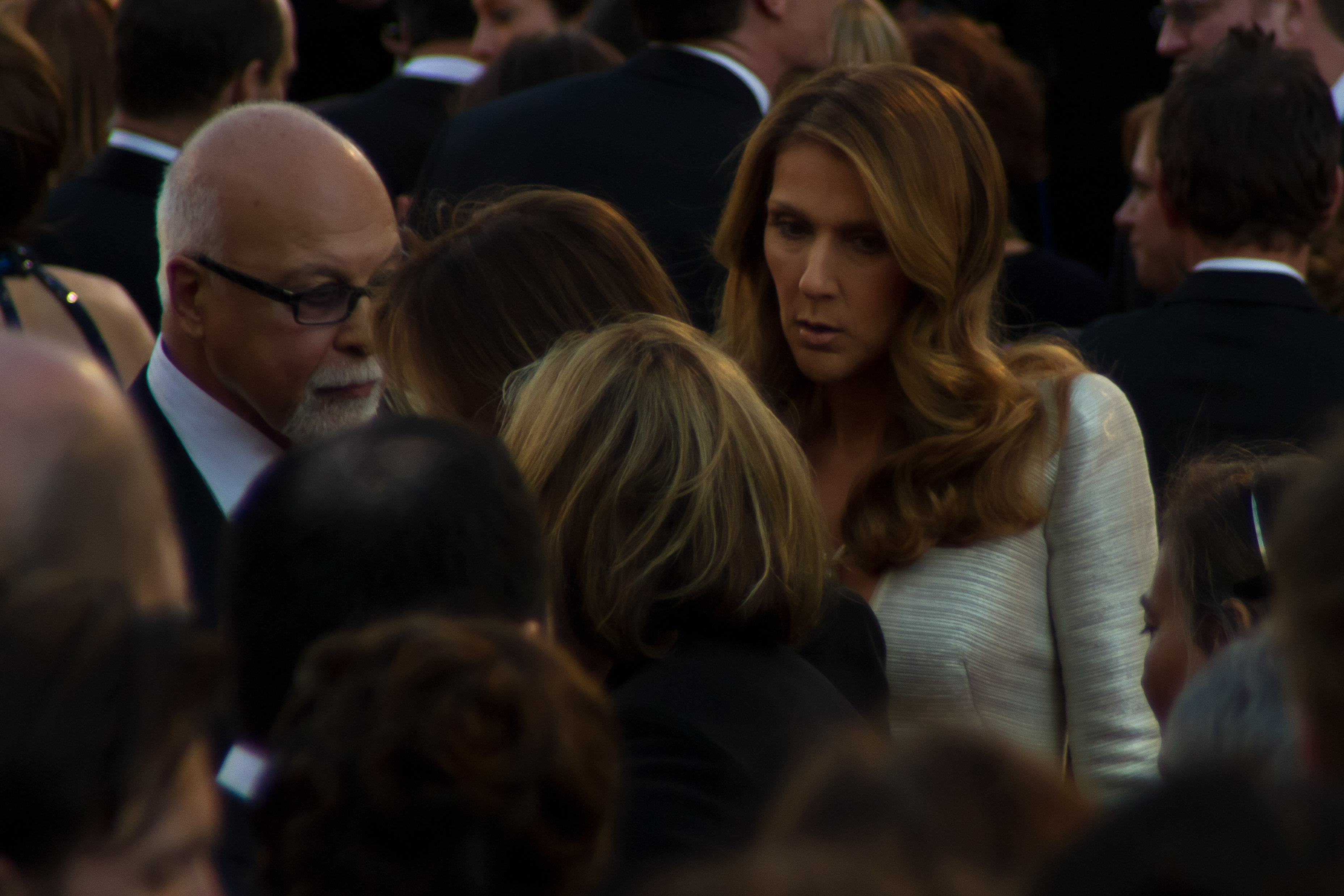
Céline Dion y Angélil en 2011.

En 1966, Angélil se casó con su primera esposa, Denyse Duquette. Su hijo Patrick nació en 1968 y se divorciaron en 1972. En 1974, se casó con la cantante Anne Renée; tuvieron dos hijos, Jean-Pierre (nacido en 1974) y Anne-Marie Angélil (nacida en 1977), y se divorciaron en 1986. Anne-Marie se casó con el cantante Marc Dupré en 2000.
Angélil, un conocido ex cantante convertido en mánager, recibió una cinta de la entonces cantante de 12 años Céline Dion y la invitó a una audición en Quebec. Comenzó a manejar su carrera, llevando a la adolescente y a su madre de gira por Canadá, Japón y Europa. Hipotecó su casa para financiar su primer álbum en 1981.
Angélil y Dion comenzaron una relación personal en 1988 cuando ella tenía veinte años. Su primera cita fue la noche en que Céline ganó el Festival de la Canción de Eurovisión el 30 de abril de 1988. La madre de Céline se oponía vehementemente a la unión debido a la diferencia de edad de 26 años y a los matrimonios fallidos anteriores de él. Sin embargo, finalmente cedió, ya que la mayor parte de la familia apoyaba la relación. Se casaron el 17 de diciembre de 1994, en una lujosa ceremonia en la Basílica de Notre-Dame de Montreal, que fue transmitida en vivo por la televisión canadiense.
Después de que Angélil fuera diagnosticado con cáncer de garganta en 1999, y antes de comenzar el tratamiento de radiación, la pareja recurrió a la fertilización in vitro. Sus esfuerzos fueron ampliamente publicitados. Su hijo René-Charles Angélil nació el 25 de enero de 2001. Dion sufrió un aborto espontáneo en 2009 y luego dio a luz a gemelos el 23 de octubre de 2010. Los niños fueron nombrados Eddy, en honor a Eddy Marnay, quien produjo los primeros cinco álbumes de Dion, y Nelson Angélil, en honor al expresidente sudafricano Nelson Mandela.
Angélil y Dion eran grandes fanáticos del equipo de hockey NHL Montreal Canadiens y eran buenos amigos del expresidente y gerente general de los Quebec Nordiques / Colorado Avalanche, Pierre Lacroix.
El fundador del Coro de Jubileo de Montreal, Trevor Payne, dijo que «detrás del escenario, lejos de los ojos del público general, eran las superestrellas más amables y sencillas que he conocido en toda mi carrera».

### Demanda por difamación
En 2001, Angélil y Dion presentaron una demanda por difamación de $5 millones contra el tabloide de Quebec Allô Vedettes. El tabloide afirmaba que la pareja había pagado $5 001 dólares canadienses para alquilar la piscina del Caesars Palace en Las Vegas, permitiendo que Dion tomara el sol en topless y que Angélil nadara desnudo. La pareja negó enérgicamente esta afirmación.

## Apuestas
Angélil era un ávido jugador de póker, habiendo calificado para el Torneo de Campeones de la Serie Mundial de Póker en 2005, y terminando en el dinero en el evento Mirage Poker Showdown de 2007 en el World Poker Tour, una serie de torneos de alto riesgo. También se rumoreaba que Angélil era un jugador dedicado fuera de la mesa de póker. Se informó que apostaba más de $1 millón por semana en Caesars Palace y mantenía una línea de crédito por la misma cantidad en el Bellagio. En 2007, Jan Jones, una ejecutiva de casino y exalcaldesa de Las Vegas, afirmó que Angélil apostaba $1 millón por semana, pero luego retractó su declaración. Posteriormente, Caesars Palace publicó una declaración sobre las pérdidas y ganancias de juego de Angélil con su permiso.

## Legado y distinciones
- 1987 y 1988: Premio Félix al «mánager del Año».

- Junio de 2009: galardonado con la Orden Nacional de Quebec, como Caballero.

- Julio de 2013: galardonado con la Orden de Canadá.[18]

- 22 de enero de 2016: las banderas ondearon a media asta en los edificios gubernamentales de Quebec y Montreal en su memoria, y el gobierno de Quebec celebró un funeral nacional oficial en la Basílica de Notre-Dame.[19]

- 15 de febrero de 2016: homenajeado por los premios Grammy durante su tributo anual «In Memoriam».[20]

- 14 de mayo de 2021: el asteroide 241364 Reneangelil, descubierto por el astrónomo aficionado Michel Ory en su observatorio en Suiza en 2008, fue nombrado en su memoria por el Grupo de Trabajo para la Nomenclatura de Cuerpos Pequeños.[21]

## Representación en otros medios de comunicación
- En julio de 2008, Angélil fue nombrado director ficticio para la cuarta temporada del programa de telerrealidad Star Académie, que se emitió en 2009.[22] Desempeñó el papel de director en las dos temporadas del programa, en 2009 y 2012.

- Angélil fue interpretado por el actor Enrico Colantoni en una película biográfica para televisión de 2008 sobre Céline Dion, titulada Céline. En la película de 2021, Aline, dirigida y protagonizada por Valérie Lemercier y basada libremente en la vida de Dion, el personaje que representa a Angélil fue interpretado por Sylvain Marcel, un actor de Charlemagne, la ciudad natal de Dion.
- Fue homenajeado con imágenes en el documental Soy Céline Dion de Amazon Prime Video, el cual recorre la historia de Dion desde que fue diagnosticada con el síndrome de la persona rígida.